# Chen Xingtong
Chen Xingtong (en chino: 陈幸同; 27 de mayo de 1997) es una deportista china que compite en tenis de mesa. Ganó tres medallas en el Campeonato Mundial de Tenis de Mesa entre los años 2023 y 2025.

## Palmarés internacional
| Campeonato Mundial | Campeonato Mundial    | Campeonato Mundial | Campeonato Mundial |
| Año                | Lugar                 | Medalla            | Prueba             |
| ------------------ | --------------------- | ------------------ | ------------------ |
| 2023               | Durban (Sudáfrica)    | Medalla de bronce  | Individual         |
| 2024               | Busan (Corea del Sur) | Medalla de oro     | Equipo             |
| 2025               | Doha (Catar)          | Medalla de bronce  | Individual         |